# Hylodes regius
Hylodes regius är en groddjursart som beskrevs av Gouvêa 1979. Hylodes regius ingår i släktet Hylodes och familjen Hylodidae. IUCN kategoriserar arten globalt som otillräckligt studerad. Inga underarter finns listade i Catalogue of Life.